# Embia adenensis
Embia adenensis is een insectensoort uit de familie Embiidae, die tot de orde webspinners (Embioptera) behoort. De soort komt voor in Jemen.
Embia adenensis is voor het eerst wetenschappelijk beschreven door Ross in 1981.